# Симон, Пьер
Пьер Симо́н (фр. Pierre Simon; 1925, Мец — 11 мая 2008) — французский врач и политический деятель, масон.

## Биография
Родился в иудейской семье в Лотарингии, которая сочетала в себе традиции и рационализм. Пьер Симон выбрал в конце войны своё будущее медицинское направление — гинекология и эндокринология, области, которые влияют на положение женщин и представление о концепции жизни.
Как продолжатель работ Фернана Ламаза, он отправился в СССР в 1953 году открывать для себя методы безболезненных родов, которые были подвергнуты анафеме Римско-католической церковью и традиционной французской медицины. Симон ввёл методы контрацепции, термин, который он изобрёл. В 1956 году он стал одним из основателей французского Движения планирования семьи. Эта его деятельность явилась подготовкой не только к новым медицинским достижениям науки, но и к новым идеям.
В начале распространения своих идей о контрацепции он получает поддержку некоторых из учителей протестантизма, но движение за планирование семьи встретило сильную оппозицию, в том числе Французской коммунистической партии, которая доминировала в то время, так же, как и представители Церкви. Политические баталии, которые проходили по вопросу о контроле над рождаемостью',' приводили часто к тому, что этот вопрос путали с июльским законом 1920 года, в котором преступно пропагандировались аборты. В 1951 году Пьер Симон основал с Шарлем Эрню Клуб якобинцев, входившего в Радикальную партию, которая также призывала задуматься над планированием семьи. Французское общество не поддерживало концепцию абортов, поэтому после первых же обсуждений произойдёт разделение контрацепции и абортов. Это будет сделано в документе под названием: «Контроль над рождаемостью, история, философия, этика» в 1966 году. С принятием «закона Нойвирта» в декабре 1967 года легализуется использование методов контрацепции во Франции, законодательный импульс которому был дан в масонстве, в том числе Пьером Симоном — активным его представителем, который в ведомственных органах масонства избирался несколько раз.
Авторский «отчёт Симона» в «Сексуальном поведении французов», известный как «Французский Кинси», был опубликован в 1971 году, в нём Симон впервые представлял сексуальность в контексте социологических и политических размышлений. «Закон Вейла» в 1975 году окончательно легализовал аборты, что явилось кульминацией всех предыдущих усилий.
Он продолжил работать над новой концепцией управления жизнью в 1980-х годах, пропагандируя методы вспомогательной репродукции, также работал над реформой периода конца жизни в рамках движения «право умереть с достоинством».

### В масонстве
Пьер Симон неоднократно избирался великим мастером Великой ложи Франции, одной из двух крупнейших юрисдикций во Франции. Он занимал должность великого мастера с 1969 по 1972 и с 1973 по 1975 годы. Симон открыл диалог между Римско-католической церковью и масонами, которые до сих пор находятся под страхом отлучения от церкви и анафемы.

### Память
«Премия Пьера Симона этика и общество», названная в его честь, ежегодно, под патронажем Министерства здравоохранения Франции, присуждается отдельным лицам и работам, которые являются частью общей работы и размышлений об этике.